# Khin Nyunt

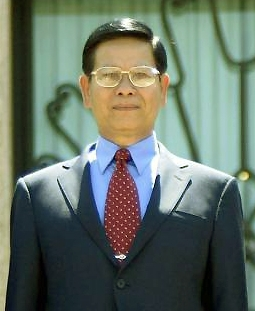
Khin Nyunt

Khin Nyunt (11 oktober 1939) is een Birmees militair en politiek leider van Hakka-Chinese afkomst.
Nyunt werd in 1983 door dictator Ne Win benoemd tot chef van de veiligheidsdienst, nadat een bezoekende Zuid-Koreaanse delegatie  bij een bomaanslag was vermoord. Het toch al achterdochtige bewind werd na deze internationale blamage bijkans paranoïde.
Na de neergeslagen opstand van zomer 1988 werd Nyunt secretaris van de nieuwe State Peace and Development Council. Dit bleef hij tot aan zijn benoeming op 23 augustus 2003 tot eerste minister van Birma.
Op 18 oktober 2004 werd premier Nyunt ontslagen en gearresteerd op beschuldiging van corruptie en opstandigheid. Over de machtsstrijd die hieraan voorafging, doen tegenstrijdige lezingen de ronde. Nyunt zou langere tijd in onmin hebben geleefd met het staatshoofd Than Shwe. Nyunt zou ten val zijn gebracht door hard-liners in het regime onder leiding van diens plaatsvervanger Maung Aye. Zij zouden hebben willen voorkomen dat hij onder buitenlandse druk ging praten met oppositieleider Aung San Suu Kyi.
Direct na de arrestatie van Nyunt werden 4000 politieke gevangenen vrijgelaten. In de officiële pers heetten zij plotseling onterechte slachtoffers van de veiligheidsdienst van generaal Khin Nyunt. Onder hen waren leidende figuren in de Nationale Alliantie voor Democratie (NLD). Ook leiders van de studentenbeweging in 1988, zoals Min Ko Naing, en de journalist Win Tin kwamen in vrijheid.
Khin Nyunt werd veroordeeld tot 44 jaar gevangenisstraf. In januari 2012 werd hij met honderden andere politieke gevangenen vrijgelaten.